# Elecciones presidenciales de Irlanda de 1952
Las elecciones presidenciales de Irlanda de 1952 debían llevarse a cabo el 25 de junio de dicho año. El presidente incumbente, Seán T. O'Kelly, buscó su reelección. Eoin O'Mahony intentó presentarse como candidato independiente, pero su candidatura no fue apoyada. Como consecuencia y sin que el principal partido opositor, Fine Gael, presentara candidato alguno, O'Kelly fue reelegido sin oposición y sin necesidad de llevarse a cabo una votación.